# Список персонажей «One Piece. Большой куш»
Список персонажей аниме и манги «One Piece. Большой куш», придуманных и нарисованных мангакой Эйитиро Одой.

## Пиратская команда Соломенной Шляпы
В центре повествования произведения — пиратская команда Соломенной Шляпы (яп. 麦わら海賊団 Мугивара Кайдзокудан, также команда Соломенной Шляпы (яп. 麦わらの一味 Мугивара но Итими)). Капитаном и основателем команды является главный герой  Манки Д. Луффи. На протяжении всей истории он собирает членов команды, так что в неё также входят: мастер трёх мечей Ророноа Зоро, снайпер Усопп, штурман Нами, кок Винсмок Санджи, судовой врач Тони-Тони Чоппер, археолог Нико Робин, корабельный плотник Фрэнки, музыкант Брук и рулевой Дзимбэ
Соломенная Шляпа Манки Д. Лу́ффи (яп. モンキー・D・ルフィ Монки: Ди: Руфи, англ. Monkey D. Luffy) — главный герой произведения, капитан команды. В детстве съел Плод Резина-Резина, став «Резиновым человеком». Мечта Луффи — стать Королём Пиратов.
Луффи вырос в небольшой деревне Фуса в Ист-Блу. В детстве ему спас жизнь Шанкс. Он подарил Луффи соломенную шляпу, с которой с тех пор главный герой не расстаётся. Воспитанием Луффи занимался его дед — Манки Д. Гарп, Адмирал Морского Дозора. В 17 лет Луффи отправился в путь, чтобы исполнить свою мечту. После победы над Кайдо он получил статус Императора морей, и его награда поднялась до 3 миллиардов белли (1053 глава манги). 
Сэйю — Маюми Танака
Охотник на Пиратов Ророно́а Зо́ро (яп. ロロノア・ゾロ Ророноа Дзоро, англ. Roronoa Zoro)
 — мастер меча, использующий в бою три меча, один из которых он удерживает в зубах. Страдает топографическим кретинизмом.
С детства занимался борьбой на мечах, но вечно проигрывал Куине, дочери владельца додзё, в котором он обучался. Когда Куина умерла, Зоро поклялся стать величайшим мастером меча в мире. Для этого считает необходимым победить Михока Соколиного Глаза, но в ходе повествования становится его учеником. Награда за поимку — 1 миллиард 111 миллионов белли (1058 глава).
Сэйю — Кадзуя Накаи
Роковая Воровка На́ми (яп. ナミ Нами, англ. Nami)
 — штурман команды Соломенной Шляпы. Распознаёт и анализирует малейшие изменения в погоде. Она также является отличным карманником. Мечтает нарисовать карту всего мира. Любит деньги и мандарины. На протяжении серий Нами борется с помощью трёхсекционного посоха. Усопп позже даёт ей новую версии этого оружия, способного контролировать погоду, который имеет название Погодный Посох (яп. 天候 棒 курима такуто). Во время 2-х летних тренировок была на небесном острове Погодия, где основным делом было изучение погодных условий, а также помощь людям нуждающемся в их услугах. В результате тренировок улучшило своё оружие сделав его ещё сильнее. Награда за поимку — 366 миллионов белли (1058 глава). 
Сэйю — Акэми Окамура

Бог Усо́пп (яп. ウソップ Усоппу, англ. Usopp) — бог, канонир и самопровозглашённый вице-капитан. Основное оружие Усоппа — рогатка и различные бомбы (спустя 2 года — семена быстрорастущих растений). Он неплохой изобретатель, смастеривший множество механизмов. На данный момент он слабейший в команде соломенной шляпы.
Его отец, Ясопп, отправился пиратствовать, когда Усопп ещё был ребёнком. Вскоре мать Усоппа, Банкина, скончалась от болезни. Усопп сдружился с Каей, девушкой из богатой семьи на его острове. Он отправился в путешествие вместе с Луффи, чтобы исполнить свою мечту — стать отважным воином моря.
Владыка Всех Стрелков Царь-Снайпер (яп. そげキング Согэкингу, англ. Sogeking) — альтер эго Усоппа. Когда Усопп считал невозможным присоединиться к друзьям и помочь спасти Нико Робин, так как ранее он покинул команду, он надел маску и начал представляться этим именем.
Во время двухлетнего перерыва находился на архипелаге Бойн, похожий на лепестки цветка, но являющийся хищным животным. По прошествии 2-х лет стал более сильным, и вместо взрывных снарядов стал использовать семена растений. Награда за поимку — 500 миллионов белли (1058 глава).
Сэйю — Каппэй Ямагути

Чёрная Нога Винсмо́к Са́нджи (яп. ヴィンスモーク・サンジ Винсумо:ку Сандзи, англ. Vinsmoke Sanji) — кок команды, родом из Норт-Блу. Без ума от женщин и буквально сходит с ума в их присутствии. Не переносит присутствие Зоро и всегда вступает с ним в словесную перепалку. Злостный курильщик. В бою использует атаки ногами, так как руки для повара слишком важны.
Является третьим сыном королевской семьи королевства Джерма, Винсмока Джаджа и Винсмок Соры. Отец Санджи был жестоким королём и предводителем армии Джерма 66 (читается: Джерма Две-Шестёрки). Пытался из своих детей сделать совершенных бойцов: невероятно сильных и бесчувственных. Однако его жена не хотела, чтобы дети были жестокими и бесчувственными и попыталась предотвратить результат экспериментов путём приёма специальных препаратов. Однако только Санджи остался обычным человеком, что стало поводом для издевательств со стороны его братьев Итиджи, Ниджи и Ёнджи. В итоге он сбегает из страны, благодаря помощи старшей сестры Рэйджу.
Санджи отправился в Ист-Блу, где стал поварёнком на одном корабле. Вскоре на его корабль напали пираты и он вместе с капитаном напавших пиратов Зеффом провёл несколько недель на небольшом острове без еды и воды. После этого случая помог Зеффу открыть плавучий ресторан «Барати» и учился там готовить. Мечта Санджи — найти Олл-Блу (англ. All Blue), место, где встречается рыба из всех четырёх морей. Во время 2-х летних тренировок был на острове трансвеститов. Там смог овладеть волей и научиться одной из техник Шести боевых стилей — «Лунной походке». Награда за поимку — 1 миллиард 32 миллиона белли (1058 глава).
Сэйю — Хироаки Хирата

Любитель Сладкой Ваты То́ни-То́ни Чо́ппер (яп. トニートニー・チョッパー тони:тони: тёппа:, англ. Tony Tony Chopper) — олень, съевший Плод Человек-Человек, позволяющий ему превращаться в человека. Он самый младший в команде. Понимает язык животных. Судовой врач команды Соломенной Шляпы.
Родился на Барабанном острове на Гранд-Лайн, а позже стал помощником врача-шарлатана Хирурка, передавшего ему уважение к пиратскому флагу и мечту о цветущей сакуре. После гибели Хирурка Чоппер стал учиться лечить людей у доктора Курехи.
Чоппер создал особый препарат — боевая пилюля (англ. Rumble Ball), при проглатывании которого он может использовать другие формы, кроме тех трёх, которые есть у любого съевшего плод зоан — животного, человека и получеловека-полуживотного. Дополнительные формы усиливают его отдельные способности — прыжки, защиту, руки или рога. При съедении слишком большого числа боевых пилюль он впадает в состояние монстра, когда уже не может отличить друзей от врагов. Долгое нахождение в этой форме изнуряет его и может привести к летальному исходу. В итоге 2-летних тренировок смог научиться контролировать себя в этой форме. Награда за поимку — 1000 белли (1058 глава).

Свет Революции Нико́ Ро́бин (яп. ニコ•ロビン Нико Робин, англ. Nico Robin) (ранее Дьяволькое отродье Нико Робин) — археолог команды Соломенной Шляпы. Впервые она представлена в манге как вице-президент «Барок-Воркс», под псевдонимом Мисс Воскресенье. Она съела Плод Цвети-Цвети, который позволяет Робин выращивать любые части своего тела на любой поверхности.
В детстве Робин увлекалась историей. Она жила на острове Охара в Вест-Блу, известном своими учёными-историками, бережно относившимися к книгам. Когда Мировому Правительству стало известно, что жители острова раскопали данные о «потерянном столетии» и о «Рио понеглифе», оно приняло решение уничтожить остров. Робин была единственным спасшимся археологом, поэтому в 8 лет за неё оказалась назначена огромная награда. В 24 года она присоединилась к Крокодайлу, а после его разгрома — к Луффи. На данный момент Робин является единственным человеком на земле, способным читать понеглифы. Награда за поимку — 930 миллионов белли (1058 глава).
Сэйю — Юрико Ямагути

Киборг Фрэ́нки (яп. フランキ Фуранки, англ. Franky) (ранее Киборг Фрэнки) — корабельный плотник пиратов Соломенной Шляпы. 36-летний киборг из Уотер-Севен, его родина — Саут-Блу. Появился в истории в качестве лидера клана семьи Фрэнки, группы корабельных демонтажников. Его настоящее имя — Катти Фрам (яп. カティ・フラム Кати Фураму, англ. Cutty Flam), но он от него отказался и живёт под псевдонимом. Изначально выступал как антагонист, но под натиском обстоятельств стал союзником. Он восьмой член команды. Награда за поимку — 394 миллиона белли (1058 глава).
Сэйю — Кадзуки Яо

Король Соула Брук (яп. ブルック Бурукку, англ. Brook) (ранее Поющий Брук) — музыкант на корабле команды Соломенной Шляпы. Съел Плод Нежить-Нежить. До своей смерти Брук был музыкантом в команде пиратской Румбы, где был целый пиратский ансамбль. Своей музыкой он может усыплять врагов. Брук за два года научился выходить из своего тела и путешествовать в виде духа, и наносить ледяные атаки. Также оказалось, что он стал неуязвимым, пока не разрушены его кости.
Полные надежд они отправились на Гранд-Лайн, случайно прихватив прибившегося к ним детёныша кита — Лабуна. Пообещав Лабуну, что они вскоре пройдут через Гранд-Лайн и спустятся с другой стороны горы они оставили кита у ворот опасного океана. Однако их планам не суждено было случиться — вначале болезнь унесла их капитана, и его место занял Брук, а затем и оставшаяся часть команды погибла в сражении. Присоединившись к команде Луффи, Брук собирается обогнуть Гранд-Лайн и, как и обещал, спуститься к Лабуну с другой стороны горы Реверс-Маунтин. Награда за поимку — 383 миллиона белли (1058 глава).
Сэйю — Тё
Рыцарь Моря Дзимбэ́ (яп. ジンベエ Дзимбэ:, англ. Jinbe) — рулевой пиратов Соломенной Шляпы. Рыбочеловек-китовая акула. Мастер карате рыболюдей. Был членом экипажа пиратов Солнца, борющейся за свободу рабов и за мир между людьми и рыболюдьми. После смерти Фишера Тайгра заменил его на посту капитана. Принял титул великого корсара ради защиты острова Рыболюдей, но во время войны при штабе Морского Дозора отказался от титула.
Из-за отказа участия в Переломной войне, был заточён в подводной тюрьме «Импел-Даун», из которой сбежал благодаря Луффи. Помогал Луффи спасти его брата, Портгаса Д. Эйса, из-за высокого уважения к последнему. Помог Луффи справиться со смертью брата. Спустя два года участвовал вместе с командой Соломенной Шляпы в сражении против новых пиратов Рыболюдей. Изъявил желание вступить в команду Луффи, но был вынужден временно отказаться, по причине неотложных дел. Как оказалось, он вместе с его пиратской шайкой Солнца находился на службе у императрицы морей Большой Мамочки Шарлотты Линлин. Во время операции по убийству Линлин, он официально покинул ряды её команды и намеревался вступить в ряды пиратов шайки Соломенной Шляпы. В 901 главе манги Луффи официально признал себя капитаном Дзимбэя, тем самым утвердив статус Дзимбэ как члена команды Луффи. Во время битвы с командой Большой Мамочки остался прикрывать тылы вместе со своей бывшей командой, чтобы дать шанс экипажу «Таузанд-Санни» благополучно сбежать. Во время арки «Государство Вано» он возвращается невредимым и со всей командой участвует в битве с командой императора морей Кайдо. Награда за поимку — 1 миллиард 100 миллионов белли (1058 глава манги).
Сэйю — Кацухиса Хоки

## Пираты Роджера
Гол Д. Роджер (яп. ゴール・D・ロジャー Го:ру D. Родзя:), иногда просто Голд Роджер (яп. ゴールド・ロジャー Го:рудо Родзя:, от англ. Gold Roger), — человек, которого называют королём пиратов. Заболев неизлечимой болезнью, решил совершить полное путешествие по Гранд-Лайн и осуществил его за три года на своём корабле «Оро Джексон». После этого распустил команду и сдался Морскому дозору. За 22 года до начала событий произведения во время казни в Логтауне заявил, что все свои сокровища, он спрятал в конце Гранд Лайна, на острове Рафтеле. С этого началась «Великая эра пиратов», когда множество пиратов со всего света пытаются заполучить сокровище, называемое Оne piece. У короля пиратов был сын — Портгас Д. Эйс.
Сэйю — Тикао Оцука.

### Команда
«Тёмный король» Сильверс Рэйли (яп. シルバーズ・レイリー Сируба:дзу Рэйри:) — первый помощник на корабле короля пиратов. После роспуска команды поселился на архипелаге Сабаоди, где занимается покрытием кораблей специальной смолой, позволяющей путешествовать под водой. Обучал Луффи управлению волей и усовершенствовал корабль команды Соломенной Шляпы.
- Сэйю: Кэйити Сонобэ

Кроме того, в ходе произведения появлялись другие члены команды Роджера: Крокус, смотритель маяка у входа в Гранд Лайн, присматривающий за громадным китом Лабуном, временно был судовым врачом на «Оро Джексоне». Ещё только юнгами на нём ходили Шанкс и Багги, к началу повествования ставшие капитанами своих собственных команд. Ещё в команде были Некомамуши и Инуараши, кот и пёс, короли острова Зоя и народа минков, Оден, даймё государство Вано, ранее ходивший с Белоусом, и Фишер Тайгр, впоследствии ставший капитаном пиратов Солнца и героем рыболюдей.

## Четыре императора морей
Четыре императора морей (яп. 四皇 Ёнко:) — это самые могущественные пираты второй половины Гранд Лайн. Они удерживают политические силы региона в равновесии с Великими корсарами и морским дозором. Данная группа состоит из «Рыжого» Шанкса, «Белоуса» Эдварда Ньюгейта, «Хозяина Зверей» Кайдо (яп. カイドー Кайдо:) и «Большой Мамочки» Шарлотт Линлин. После смерти Белоуса и благодаря отобранной у него силе новым императором морей стал «Чёрная Борода» Маршалл Д. Тич.

### Кайдо
«Царь зверей» Кайдо (яп. カイド  Кайдо:) — крупных размеров человек, носит длинные усы и изогнутые рога. Ранее состоял в команде пиратов Рокс, позднее был схвачен Морским дозором но сумел освободиться, после чего основал свою команду. Узурпировал власть в стране Вано и казнил её сёгуна, Кодзуки Одэна, бывшего члена пиратов Роджера. Обладает силой плода Рыба-Рыба, модель: Лазурный дракон, Тип: Мифический зоан, с помощью которого может превращаться в дракона. Обладает всеми видами воли и пробуждением. Имел торговые отношения с Дофламинго, в частности, он массово закупал у него Дьявольские плоды типа смайл для своей армии, однако после поражения Дофламинго он потерял такую возможность. Кайдо очень силён и невероятно живуч - по его словам, ничто не могло убить его (цепи рвались под его весом, лезвия гильотин ломались о его шею, пули и копья не могли его пробить а падение буквально с небес не причинило ему никакого вреда). Также Кайдо владеет продвинутой волей - он способен видеть ближайшее будущее и наносить удары, не касаясь цели. Тем не менее, после долгих битв с Луффи был им побеждён.
Среди сильнейших членов пиратов Зверей можно выделить: "Пожар" Кинг, "Чума" Квин, "Засуха" Джек, Сасаки, Хуизху, Пэйдж-Уан, Ульти и Чёрная Мария. Все они съели дьявольский плод, преимущественно типа древний зоан. Ранее пиратам Зверей подчинялись такие сверхновые, как: "Диэс" Дрейк, "Рёв моря" Скретчмен Апу, "Фокусник" Бэзил Хокинс.
Награда за поимку - 4 611 100 000 белли.

### Шарлотта Линлин
Шарлотт Линлин (яп. シャーロット・リンリン Ся:ротто Ринрин) (в некоторых переводах Пралине), также известная как «Большая Мамочка». Одна из четырёх императоров морей. Как и Кайдо и Белоус, ранее состояла в команде пиратов Рокс. Имеет большой флот и собственную крепость в Новом свете. Очень любит сладкое и держит под защитой несколько островов, где производят всевозможные сладости. В качестве платы за защиту острова обязаны поставлять ей по несколько тонн сладостей. Одним из таких островов является Остров рыболюдей, который производит для неё конфеты. В случае невыполнения условий сделки, пираты Мамочки уничтожат остров.
Известные члены пиратов «Большой Мамочки»: представитель племени длинноногих Омлет (яп. タマゴ Тамаго) по прозвищу «Барон Яйцуа», а также Жаромс. «Гангстер» Капоне Бэдже был в команде ранее.
Большая Мамочка крепкая как стальной шарик. Она обладает дьявольским плодом Душа-Душа, с помощью которого может манипулировать душами людей (например, она может забрать душу у человека и, поглотив её, увеличить свою жизнь, или отделить часть своей души и вселить её в множество неживых предметов, таким образом оживляя неживое). С этой способностью она создала Прометея и Зевса, огненный шар и грозовое облако, которые всегда следуют за Мамочкой и которыми она непосредственно сражается в бою, а также Наполеона, живой меч,   способный превращаться в шляпу и обычно сидящий у неё на голове. Впоследствии Зевс предал Мамочку и присоединился к команде Луффи как личный питомец Нами, а БМ создала нового компаньона - Геру, чьи грозовые способности сильнее Зевса.
Награда за поимку - 4 388 000 000 белли.
Она имеет 128 детей, из них три (в прошлом, четыре. «Таинственный монах» Урудж убил одного из них) являются конфетными генералами. Сильнейший из ниx — Шарлотта Крахмал с наградой 1 млрд 57 млн белли. После него идёт Шарлотта Смузи с наградой 932 млн белли. Далее Шарлотт Крекер с наградой 850 млн белли. Далее Шарлотт Пэросперо с 700 млн белли.
Другие известные дети мамочки: Очаг, Дайфуку, Пудинг, Брюле, Опера, Кантер, Каденца, Кабалетта, Гала, Цукотто, Нуссторте, Баскарт, Компо, Досмарч, Мускат (умер, однако позже в сериях, вероятно, для массовки, присутствовал), Ноизетт, Лаурин, Мон-д'Ор, Хай Фет, Басанс, Сен-Марк, Таблет, Дакуаз, Снэк, Баваруа, Кантен, Като, Монб, Шибуст, Мобил, Брауни, Аманда, Рэйзин, Маскарпоне, Ньюэн, Ньюти, Ньюдзи,  Ньюсан, Ньюкси, Ньюго, Нуга, Англи, Уиро, Де-Ша, Дольче и Драже, Компот, Монде, Аше, Эфиле, Кастард, Ангел, Брое, Мэш, Констарч, Моцарт, Марнье, Цитрон, Шифон, Лола, Синамон, Мелиз, Галетт, Пуар, Прим, Пралине, Марбл, Мюкуру, Мэйпл, Джоконда, Панна, Джоскарпоне, Натмег, Акимег, Оллмег, Харумег, Фуюмег, Флампе, Вэйферс, Норманд, Анана.

### Шанкс
Сэйю — Сюити Икэда.
Шанкс (яп. シャンクス Сянкусу), по прозвищу «Рыжий» Шанкс (яп. 「赤髪のシャンクス」 Акагами но Сянкусу) — капитан пиратов Рыжого и один из четырёх императоров морей. Бывший член команды Гол Д. Роджера. В самом начале произведения Шанкс потерял левую руку, спасая семилетнего Луффи и оставил мальчику свою любимую соломенную шляпу, с которой тот не расстаётся. Опытный мечник. Обладает очень сильной «волей» (яп. 「覇気」 хаки). Наисильнейший на данный момент обладатель королевской воли. После недолгого разговора положил конец войне и забрал тела Белоуса и Эйса, чтобы похоронить их согласно традициям.
Из-за похмелья порой бывает в не очень хорошем расположении духа. Награда за голову - 4 048 900 000 белли.

Первым членом собственной команды Шанкса стал Бен Бекмен (яп. ベン・ベックマン Бэн Бэккуман), не расстающийся с винтовкой и сигаретой и, по словам автора, обладающий самым высоким IQ среди всех персонажей One Piece. Также в его команду входят Лаки Ру (яп. ラッキー・ルウ Ракки: Руу), постоянно что-то жующий толстяк; Ясопп (яп. ヤソップ Ясоппу), талантливый снайпер и отец Усоппа, чья воля наблюдения превосходит даже волю Катакури, и «Новичок» Рокстар (яп. ロックスター Роккусута:). Также в команду Шанкса входят Хонго, Хоулинг Габу, Лайм Джус, Билдинг Снейк, Бонк Панч и Монстр.

### Эдвард Ньюгейт
Сэйю — Кинрю Аримото.
Эдвард Ньюгейт (яп. エドワード・二ューゲート Эдова:до Ню:гэ:то) по прозвищу "Белоус" (яп. 白ひげ Сирохигэ) — крайне крупный человек с большими белыми усами. Обычно изображается связанным с медицинским оборудованием и окруженным медсёстрами. Считается сильнейшим человеком в мире. В бою использует бисэнто. Был единственным человеком, способным сравниться в бою с Гол Д. Роджером. Ближе всех подобрался к one piece. Обладает способностями плода Грохот-Грохот (яп. グラグラの実 Гура Гура но Ми), позволяющими создавать ударные волны, способные вызывать землетрясения, цунами и раскалывать пополам острова. Очень любил членов своей команды и называл их своими детьми. Награда за поимку - 5 046 000 000 белли.
Его имя — Эдвард «Белоус» Ньюгейт (англ. Edward «Whitebeard» Newgate) — как и имя Маршалла Д. Тича, основано на имени реально существовавшего пирата Эдварда «Чёрная Борода» Тича (англ. Edward «Blackbeard» Teach). Флагман Белоуса носит имя «Моби Дик».
Когда Портгаса Д. Эйса схватили дозорные, он немедленно отправился на его спасение. Привёл свой флот и союзников в Генштаб Морского Дозора, к острову Марин-Форд, где состоялась Великая война, в ходе которой были убиты он сам и Эйс.
«Даже после смерти его тело продолжало стоять. Даже лишившись части головы, он продолжал с той же разрушительной силой уничтожать противников. Его и правда можно было назвать „Монстром“. В этой битве он получил 267 ножевых ранений, 152 пули и 46 ядер. Но на этой гордой спине за всю свою пиратскую жизнь он не получил ни одной раны от бегства!»

#### Команда
Пираты Белоуса разделены на 16 дивизионов по сто человек, каждым из которых командует высокопоставленный подчинённый Белоуса. Первым дивизионом командует «Феникс» Марко (яп. マルコ Маруко), съевший дьявольский плод Птица-Птица, Модель: Феникс, владеющий способностью феникса к самовосстановлению, а также обладающий волей.

Командующим второго дивизиона был брат Луффи, «Огненный кулак» Портгас Д. Эйс, сын короля пиратов, обладающий способностью плода Пламя-Пламя вызывать огонь и управлять им. Награда за голову 550 000 000 белли. Его настоящее имя — Гол Д. Эйс. Преследовал Тича за убийство командира 4-го дивизиона, но был пойман правительством, заключён в Импел-Даун и приговорён к казни. Был спасён усилиями пиратов, но почти сразу же погиб, защищая Луффи. Его роль озвучивал Фурукава Тосио.
Командиром третьего дивизиона является Дзёдзу (яп. ジョズ) по прозвищу «Алмазный» Дзёдзу (яп. 「ダイヤモンド・ジョズ」 Даиямондо Дзёдзу), которое получил из-за того, что съел дьявольски плод Сверкать-Сверкать, который позволяет превратить любую часть своего тела в алмаз. Четвёртым дивизионом командовал убитый Чёрной Бородой Тэтч.
Остальных командиров зовут: «Цветочный Клинок» Виста, Бламенко, Ракуё, Намул, Бленхайм, Куриэль, Кингдью, Харута, «Водный Бык» Атмос, Спид Джил, Фосса и Изо.

#### Союзники
Союзниками «Белоуса» являются множество капитанов «Нового Света», самыми известными из них являются «Рыцарь-цыган» Дома, «Громовой лорд» Макгай, братья Декалван, «Глубинный паук» Сквард, Орз Младший, «Ледяная ведьма» Вайти Бэй, Элми, Рамба, Делакуахи и Бизар

### Маршалл Д. Тич
Сэйю — Оцука Акио
Маршалл «Чёрная Борода» (яп. 黒ひげ Курохигэ) Д. Тич изначально служил под началом Портгаса Д. Эйса у Белоуса, но ради обладания Дьявольским плодом Тьма-Тьма убил товарища и вынужден был оставить команду. После поимки Эйса получил статус Великого корсара, но позже ворвался вслед за Луффи в Импел-Даун и освободил опаснейших узников тюрьмы, чтобы они присоединились к его команде, а затем отказался от статуса.
Вместе со своей командой убил Белоуса и забрал способности его плода, став первым человеком, получившим одновременно способности двух плодов. Первый плод — плод Тьма-Тьма, позволяет управлять тьмой и гравитацией, второй — плод Грохот-Грохот — позволяет создавать разрушительные ударные волны. Награда за поимку - 2 247 600 000 белли.
В команду Чёрной бороды входят канонир «Сверхзвук» Ван Огер, рулевой «Чемпион» Джизус Бёрджесс, судовой врач «Ангел Смерти» Док Кью и штурман Лафит. После нападения на Импел-Даун к нему присоединились пираты, чьи досье были удалены и даже сам факт их существования скрыт: «Дождь» Ширью, бывший начальник Импел-Дауна, заключенный в тюрьму за жестокое обращение с заключенными, «Могучий Пьяница» Васко Шот, «Линкор» Сан-Хуан Вульф, «Охотница на Полумесяц» Катарина Девон и «Деспот» Авало Писарро. В Новом мире к команде Тича присоединился бывший адмирал Морского Дозора, «Синий фазан» Кудзан.
В Новом свете команда Черной Бородой прославилась как охотники за плодовиками. С помощью силы плода Тьма-Тьма Тич дал своим подчинённым силы дьявольских плодов. Ван Огер получил плод Прыг-Прыг, позволяющий телепортироваться; Док Кью получил плод Болей-Болей, плод болезней; Джизус Бёрджесс получил плод Сила-Сила, наделяющий огромной силой; Ширью получил плод Скрывай-Скрывай, ранее принадлежавший Абсалому из команды Мории, позволяющий становится невидимым; Катарина Девон получила плод Пёс-Пёс, модель - Девятихвостый демон-лис, мифический зоан, позволяющий принимать облик другого человека; Авало Писарро получил плод Остров-Остров, позволяющий превращаться в остров и контролировать его; Васко Шот получил плод Бухай-Бухай, став человеком-выпивкой, с помощью которого он может наносить огненные атаки; Сан Хуан Вульф получил плод Рости-Рости, позволяющий увеличиваться в размерах.

## Семь Великих Корсаров
Семь Великих Корсаров  (яп. 王下七武海 Ситибукай) — это семёрка пиратов, с которыми Мировое Правительство заключило договор. В обмен на снятие награды за их поимку пираты обязуются нападать только на других пиратов и отдавать 10-ю часть награбленного Мировому Правительству. Несмотря на малочисленность великих корсаров, каждый из них в прошлом имел внушительные награды за поимку и был опасным пиратом. Их основная зона деятельности — Гранд-Лайн. На данный момент Мировое Правительство отказалось от Великих Корсаров, поэтому все члены данного объединения вновь стали разыскиваемыми пиратами.
В разное время в состав великих корсаров входили:

- Ястребиные Глаза (яп. 鷹の目 Така но Мэ) Драку́ль Михо́к — сильнейший в мире фехтовальщик. Также в течение двух лет был наставником одного из протагонистов — Ророноа Зоро, обучал его владеть мечом. После ликвидации системы Великих Корсаров Михок объединился с Крокодайлом и они создали Кросс-Гильдию - коммерческую организацию, выдающую награды за головы дозорных. На данный момент голова Михока стоит 3.5 миллиарда белли.

- Тиран (яп. 暴君 Бо:кун) Варфоломей Гризли — киборг, экспериментальное оружие правительства. Состоял в революционной армии Дракона и стал Великим Корсаром, чтобы шпионить за Правительством. В ходе правительственного эксперимента части его тела одна за другой заменялись механизмами, пока он полностью не стал машиной PX-0. Несколько раз позволял спастись команде Соломенной Шляпы. Заключил сделку на «последнюю миссию» — защиту их корабля, позднее стал рабом Небозмийцев, но был освобождён усилиями Революционной Армии. Съел в своё время плод Лапа-Лапа, дающий упругие лапы на ладонях, отражающие любое воздействие. Сэйю: Хидэюки Хори.

- Императрица Пиратов (яп. 海賊女帝 Кайдзоку Дзё:тэй); Её змеиное высочество (яп. 蛇姫 Хэбихимэ) Боа Хэнкок — в детстве была похищена и продана рабыней Мировой аристократии. Была спасена героем Рыболюдей Фишером Тайгером, а позже смогла занять престол острова Амазонской Лилии. Не раз помогала и спасала Луффи, в которого влюблена. Обладает силой плода Любовь-Любовь, позволяющей обращать похоть людей против них самих: влюблённые в её красоту по её воле могут обратиться в камень.
- Великий Клоун Багги — бывший юнга на корабле короля пиратов, ныне капитан своей пиратской шайки. Съел плод Дели-Дели, позволяющий ему делиться на части. В 700 главе указано, что он стал Великим Корсаром.
- Белоус Младший Эдвард Вивл — стал Великим Корсаром после Переломной Войны во время двухлетнего перерыва, когда объявил себя сыном Белоуса и стал одного за другим уничтожать его союзников и членов его команды, как фальшивых сыновей Эдварда Ньюгейта. На данный момент род и уровень его силы, а также, является ли он истинным сыном Белоуса, неизвестно.

В ходе действия произведения Великими Корсарами были, но позже лишились этого звания:

- Гэкко Мория — благодаря плоду Тень-Тень обладает способностью управлять тенями. Какое-то время собирал армию зомби, но был разгромлен командой Луффи. Его корабль «Триллер-Барк» — самый большой в мире произведения: внутри него помещается целый остров. После войны с Белоусом его пытался убить Дофламинго, на основании того, что он стал не нужен правительству, но Мория сумел скрыться.

- Мистер 0 (яп. ミスター・ゼロ Мисута: Дзэро) Сэр Крокода́йл — бывший глава организации «Барок-Воркс». Пытался захватить власть в Алабасте, но был побежден Луффи и лишен статуса Великого Корсара. Оказался заключенным в тюрьме Импел-Даун, но был освобождён Луффи. На войне вступился за Луффи и сражался с другим Великим Корсаром Михоком, который пытался убить Луффи. Спустя 2 года после Войны в Марин-Форде Крокодайл объединился с Михоком и они создали Кросс-Гильдию. Обладает способностями плода Песок-Песок — обращать всё в песок и управлять им. На данный момент награду за его голову - 1.9 миллиарда белли.
- Чёрная Борода (яп. 黒ひげ Курохигэ) Маршалл Д. Тич. Бывший член пиратов Белоуса, в свое время убивший одного из членов команды ради фрукта Тьма-Тьма. Заполучив этот фрукт, Тич побеждает Огненного Кулака Эйса, и, преподнёс его правительству, становиться Великим Корсаром. Вскоре после этого он помогает сбежать нескольким заключённым тюрьмы Импел Даун, на чем его роль Великого Корсара заканчивается.

- Хирург Смерти (яп. 死の外科医 Си но Гэкай) Трафальга́р Лоу (полное имя — Трафальгар Д. Ватер Лоу) — может использовать способность дьявольского плода Хирург-Хирург, создавая некое пространство, позволяющее разделять жертв на части, не убивая их, при этом эти части можно присоединять к любому предмету, а также в способности плода входит умение менять души людей местами и телепортироваться, точнее обменивая местами себя (или другого человека) с окружающими предметами, включая чистый воздух. Ранее состоял в команде Донкихота Дофламинго. Стал Великим Корсаром после того, как прислал в штаб дозора сто сердец пиратовгл.659. После того как появился на Грин-Бит для передачи Цезаря был лишен звания Великого Корсара полномочиями адмирала Иссё.
- Небесный Демон Донкихот Дофламинго — бывший король Дрессрозы — королевства Нового Света. В преступном мире известен под кличкой Джокер. Съел плод Нить-Нить, позволяющей создавать и контролировать нити из своих пальцев. С их помощью он может контролировать людей как марионетками или разрезать предметы на части. Принадлежит к мировой знати, то есть, народу небесных драконов, но по неизвестной причине открыто этого не показывает. Женат на молодой госпоже Ю. После событий Дрессрозы был схвачен дозором и следовательно, потерял пост великого корсара. На данный момент находится в великой тюрьме Импел Даун.

## 11 сверхновых
11 пиратов-новичков, прибывших на Сабанди практически в одно время, чья награда составляет более 100 миллионов белли, получили общее название «11 Сверхновых Звёзд» и впоследствии стали известны как "Худшее поколение":
- «Капитан» Юстасс Кидд — уроженец Саут-Блу, владеет способностью плода Магнит-Магнит, который позволяет ему управлять магнитными полями. Высокая награда обусловлена нападениями и убийствами мирного населения. Вскоре после вступления в Новый свет столкнулся с одним из Императоров морей Шанксом, был им повержен и потерял левую руку, которую заменил на механическую. Вместе с Хокинсом и Ябао сформировал альянс, однако один из Императоров морей Кайдо разрушил его и заточил Кида в тюрьму. Во время рейда на Онигасиму Кидд вместе с Трафальгаром Лоу победил Императрицу Большую Мамочку, после чего награда за его голову выросла до 3 миллиардов белли. Вскоре после событий на Онигашюсиме Кидд снова столкнулся с Шанксом и снова был им побежден. Назван в честь известного капера Уильяма Кидда
- «Соломенная шляпа» Монки Д. Луффи — родом из Ист-Блу. Награда за поимку — 3 миллиарда белли.
- «Маг» Бэзил Хокинс — уроженец Норд-Блу. Обладает способностью плода Солома-Солома, с помощью которого может создавать кукол вуду своих подчинённых и таких образом переносить весь получаемый урон на них. Награда за поимку — 320 миллионов белли. Назван в честь известного английского пирата Джона Хокинса
- «Красное знамя» Диез Дрейк — уроженец Норд-блу. Обладает способностью превращаться в динозавра (Плод Дракон-Дракон, Модель: Аллозавр). Ранее являлся контр-адмиралом Морского дозора. За его голову дают 222 миллиона белли. Назван в честь известного английского корсара Фрэнсиса Дрейка'.
- «Хирург смерти» Трафальгар Д. Ватер Лоу — талантливый врач родом из Норд-Блу, ставший впоследствии Великим Корсаром, но лишившийся этого титула во время арки Дрессрозы. Награда за поимку после арки Вано — 3 миллиарда белли. Полное имя — Трафальгар Д. Ватер Лоу, является отсылкой к крупнейшим сражениям наполеоновских войн — Трафальгарскому сражению и битве при Ватерлоо. На острове Панк Хазард Лоу заключил альянс с Луффи против Кайдо. Во время рейда на Онигасиму Лоу вместе с Юстассом Кидом победил Императрицу Большую Мамочку. После событий арки Вано сразился с Императором Черной Бородой, но был им повержен.
- «Шум моря» Скретчмен Ябао — родом с Гранд-Лайн, уроженец племени Длинноруких. Сила дьявольского плода Звук-Звук превращает тело в музыкальные инструменты. Состоял в альянсе с Киддом и Хокинсом, но после нападения Кайдо был вынужден примкнуть к последнему. Награда за поимку — 350 миллионов белли.
- «Воин-мясник» Киллер — боец из команды Кида а также его старпом, родом из Саут-Блу. Награда за поимку — 200 миллионов белли.
- «Охотник на пиратов» Ророноа Зоро — фехтовальщик команды Луффи. До присоединения к команде, промышлял охотой на мелких пиратов, а также тренировался, дабы стать сильнее и присвоить титул Сильнейшего фехтовальщика. Награда за поимку - 1 миллиард 111 миллионов белли.
- «Обжора» Ювельри Бонни — благодаря дьявольскому плоду Возраст-Возраст она менять возраст как себе, так и окружающим. Уроженка Саут-Блю. Была побеждена Черной Бородой и схвачена Морским дозором, но позднее объявилась на Яйцеголовом острове, чтобы заставить Вегапанка вернуть её отца, Варфоломея Гризли, в прежнее состояние. Награда — 140 миллионов белли. Названа в честь женщины-пирата Энн Бонни.
- «Мафиози» Капоне Бэдж — человек-крепость из Вест-Блу. Он съел плод Крепость-Крепость, благодаря которому тело превращено в форт, внутри которого обитает в уменьшенном виде его команда, пушки, лошади и т. д.. До того, как выйти в море был одним из пяти самых влиятельных мафиози Вест-Блу. Позднее встал под знамя Императрицы Морей Большой Мамочки и женился на её дочери Шифон, которая родила ему сына Песса. Когда Луффи и остальные вторглись на территорию Мамочки, он заключил с ними альянс с целью убить её. Награда за поимку — 300 миллионов белли. Назван в честь гангстера Аль Капоне.
- «Безумный монах» Арудж — пират родом с Небесного острова. Съел неназванный дьявольский плод, позволяющий давать ему огромную силу после полученных ранений. Указывается, что он победил одного из генералов Большой Мамочки, но сразу же был побежден Шарлоттой Крекером, другим генералом. Награда за поимку — 108 миллионов белли.

## Морской Дозор
Морской дозор (яп. 海軍 Кайгун) — основная военно-морская сила мирового правительства в борьбе с пиратами. Морской Дозор располагает огромными человеческими и материальными ресурсами. Базы Морского Дозора находятся по всему миру, но основное внимание обращено на Гранд-Лайн. Однако на второй половине Гранд Лайн, в Новом свете, флот располагает гораздо меньшими возможностями для контроля и борьбы с пиратами. Там главной силой и властью являются четыре императора моря
Обязанности
В обязанности дозорных входит поддержка правопорядка во всём мире и распространения влияния Мирового Правительства. Поэтому они считаются основной вооруженной силой правительства, и они обязаны выполнять любой приказ, отданный им. Иногда приказы бывают спорными, но они всё равно обязаны их исполнять. Также, дозорные обязаны выплачивать охотникам за головами награды за поимку пиратов. Дозорные терпят их, потому что те делают их работу легче, помогают в борьбе с пиратством, хотя при этом и остаются независимыми от строгой иерархии и дисциплины. Сами дозорные тоже ловят пиратов, и чем опаснее пират, которого они арестуют или казнят, тем выше поднимется престиж дозора.

Маршалом Дозора являлся «Будда» Сэнгоку, обладающим мифическим зоаном плода Человек-Человек, Модель: Статуя Будды, позволяющий превращаться в Будду и создавать мощные ударные волны. После битвы в Марин-Форде подал в отставку из-за того, что больше не мог терпеть действия мирового правительства.

Сильнейшими адмиралами флота Дозора считаются «Синий фазан» Кудзан, съевший плод Холод-Холод и управляющий льдом, «Алый пёс» Сакадзуки (озвучивает Татики Фумихико), чьи способности плода Магма-Магма позволяют ему управлять магмой, и «Жёлтая обезьяна» Борсалино (озвучивает Унсё Исидзука), благодаря плоду Блеск-Блеск, управляющий частицами света. После отставки маршала Сэнгоку Сакадзуки и Кудзан сразились за его пост, что привело к тому, что первый из них стал новым маршалом Дозора, а второй подал в отставку. Как выяснилось в арке «Дрессроза», место Кудзана занял новый адмирал флота, «Лиловый Тигр» Иссё — слепой старик с крестообразным шрамом через оба глаза, который обладает способностью дьявольского фрукта управлять гравитацией и призывать метеориты. Адмирал Жёлтая обезьяна сохранил свое звание, а новым адмиралом стал «Зелёный Бык» Арамаки, обладающий силой плода типа логия Мори-Мори, благодаря которому он может обращаться в различные растения, создавать их и управлять ими.

«Кулак» Манки Д. Гарп — вице-адмирал и герой Морского дозора, не раз сражавшийся с Королём пиратов. Отец революционера Манки Д. Дракона и дед главного героя Манки Д. Луффи. После войны с Белоусом подал в отставку, сохранив звание, вернулся в Ист-Блу.

Смокер (от англ. smoker — курильщик) — капитан 1-го ранга, а позже адмирал Дозора. Обладает силой плода Дым-Дым. Преследует Луффи с самого начала приключений — от Логтауна. Постоянно курит две сигары. Его озвучивали: Мацуо Гиндзё > Оба Махито. Смокера сопровождает его команда: «человек-клетка» (из-за дьявольского плода Клетка-Клетка) Хина, капитан 1-го ранга Морского дозора, и старшина 1-й статьи, а позже капитан 1-го ранга Тасиги, неуклюжая девушка, поставившая себе целью отобрать все знаменитые мечи из рук тех, кто станет их использовать для собственных целей. По этой причине преследует Ророноа Зоро, обладающего тремя из таких мечей.

Коби — юноша, служивший юнгой на корабле Альвиды в Ист-Блу, а позже спасенный Луффи и вступивший в Морской дозор. Вместе с Хельмеппо, сыном каперанга Моргана, оказался под началом адмирала Гарпа. Во время битвы с Белоусом у Коби пробудился Дух Созерцания. Спустя два года выясняется, что Коби уже получил звание капитана 1-го ранга.

## Сайфер Пол
Сайфер Пол (яп. サイファーポール Сайфа Пору, англ. Cipherpol) букв. — «Шифр-Пол» — организация подконтрольная только мировому правительству и занимающаяся, в основном, его «грязными делами», зачастую прибегая к незаконным методам. Разделен на 8 групп, обозначаемых СP1—CP8, а также существует секретный, девятый Сайфер Пол — CP9. Существует, также, CP0 «Эгида» — сильнейшая группа Сайфер Пол, работающая непосредственно под командованием Мировой знати.
В состав девятого Сайфер Пола до победы над ними команды Луффи входили:
- Спандам, глава CP9, несмотря на столь высокую должность очень слаб и в бою полагается только на свой меч, который наделен силой плода зоан —Плод Слон-Слон.
- Роб Луччи, сильнейший член Сайфер Пола за всю историю, обладающий силой плода зоан — леопард (Плод Кошка-Кошка, Модель: Леопард);
- Брус, бывший плотником в Уотер-Севен и сильный фектовальщик, обладающий силой плода зоан — жираф (Плод Бык-Бык, Модель: Жираф);
- Джабра, третий по силе в CP9, обладающий силой плода зоан — волк (Плод Пёс-Пёс, Модель: Волк);
- Блуно, обладающий способностью плода Дверь-Дверь открывать двери где угодно, ведущие в невидимое подпространство;
- Кумадори, странный тип, ведущий себя как актёр театра Но, в бою использует свои волосы и посох Бо ;
- Филин, мастер скрытых убийств, обожающий поболтать, сам ассоциирует себя с совой;
- Калифа, обладающая способностью плода Пузырь-Пузырь «смывает» силу со всего, к чему она прикасается или того, что попало в её пену. Дерется в основном ногами или шипастой веревкой.
- Неро, претендовал на вступление в CP9, но был убит Робом Луччи за слабость.

Каждый член CP9, кроме Спандама, владеет боевым искусством Шести Воинских Стилей (в переводе с яп. «Шесть стилей»), которое дает им сверхчеловеческие силу, стойкость и скорость.
Личности членов CP0 «Эгида» пока не раскрыты, известно только что это сильнейшая группа среди остальных Сайфер Пол.

### Эниэс-Лобби
Остров Правосудия и штаб CP9. Находится на дневном острове и является важным объектом Мирового Правительства. В связи с этим его безопасность обеспечивают 10000 солдат. Был разрушен после «Вызова Карателей». Через Врата Правосудия связан с Импел-Дауном и Марин-Фордом.

## Революционеры
Мировому правительству противостоит организация революционеров, возглавляемая Манки Д. Драконом, сыном адмирала Манки Д. Гарпа и отцом Манки Д. Луффи.
Среди его сторонников трансвестит Эмпорио Иванков, ожидавший действий революционеров в Импел-Дауне, но выведший своих сторонников из великой тюрьмы, чтобы помочь Луффи; Инадзума - ближайший друг Иванкова, Варфоломей Гризли — один из Великих корсаров, на время двухлетнего перерыва — Нико Робин, брат Портгас Д. Эйса и Манки Д. Луффи — Сабо, глава штаба.
Также в число капитанов Революционной Армии входят: Морли, гигант в юбке, сражающийся трезубцем и способный расшатывать землю; Бело Бетти, женщина, съевшая фрукт Памп-Памп, способная вселять силу и решимость в сердца людей, всегда носящая с собой флаг РА; Линдберг, вероятно минк, талантливый изобретатель, соорудивший джет-пак и ледяную пушку; Карасу, обладающий способностью неназванного дьявольского фрукта, позволяющего ему превращаться в стаю ворон и управлять ими.

## Прочие

### Пираты Клоуна Багги
Пират и капитан команды Пиратов Багги, соруководитель Альянса Багги и Альвиды, а также бывший юнга Пиратов Роджера. Вскоре после битвы в Марин-Форде, он стал Корсаром и лидером "Доставки Багги" (バギーズ デリバリー, Баги:зу Дэрибари:?) Он потерял свой статус Великого Корсара когда система была упразднена, но после того, как Кайдо и Шарлотта Линлин потерпели поражение в Государстве Вано, Багги, как создатель Кросс-Гильдии, выдающей награды за головы дозорных, занял место Императора Моря наряду с Манки Д. Луффи.
Альвида (яп. アルビダ Арубида) «Железная дубина» была первым противником, поверженным Луффи, и капитаном своей собственной команды. После поражения она съела плод Скользи-Скользи, превратившись в красавицу, и присоединилась к пиратам Багги, чтобы поймать Луффи.

### Пираты Чёрного кота (Капитан Куро)
Пираты Чёрного кота появляются в начале произведения на родном острове Усоппа. Капитан пиратов «Стратег» Куро, устав от преследований Морского дозора, сымитировал свою смерть за три года до начала действия произведения. Он устроился в дом к богатой семье и спланировал действия, позволяющие ему получить богатство «законным» способом, чтобы бросить пиратство. Был остановлен командой Луффи.
В его команду также входил гипнотизёр Джанго, впоследствии вступивший в Морской дозор.

### Криг
«Тиран Ист-Блу» Дон Криг владел крупнейшем во всём Ист-Блу флотом, большую часть которого потерял при попытке пройти Гранд-Лайн, столкнувшись с Дракулем Михоуком, одним из Великих корсаров. Крейг сражается с помощью многочисленных гаджетов-оружий, а также закован в могучую броню. По возвращении в Ист-Блу напал на плавучий ресторан Барати, в котором работал Санджи, но был побежден Луффи.

### Арло́нг
Команда Арло́нга, обосновавшаяся в Ист-Блу, полностью состояла из рыболюдей в своё время отделившихся от команды Пиратов Солнца. Они терроризировали остров, на котором находилась родная деревня Нами. Капитан команды — Арлонг — считает, что рыболюди во многом лучше и совершенней обычного человека. На его убеждениях выросло целое поколение рыболюдей, среди которых выделяется Ходи Джонс — лидер Новых пиратов рыболюдей.
Один из членов команды Арлонга — осьминогочеловек Хати — после разгрома команды усилиями Луффи вернулся на Гранд-Лайн и вместе с русалкой Кейми открыл плавучий ресторан рядом с архипелагом Сабанди. Он сражается шестью мечами весом по 300 кг каждый. При повторной встрече с командой Соломенной шляпы помог им добраться до архипелага Сабанди. Позже пытается остановить команду Ходи Джонса на Острове рыболюдей. В дальнейшем просит помощи у пиратов Соломенной шляпы.

### Вапол
Команда, состоящая в основном из изгнанных граждан Барабанного королевства, которые остались верными своему королю-тирану Ваполу. Капитаном команды является Вапол, обладающий плодом Хрум-Хрум. До столкновения с Луффи являлся правителем королевства Драмм, позднее Луффи отправил его в полёт на другой остров, где он разбогател на продаже игрушек, созданных с помощью его фрукта, и впоследствии стал королем Темного королевства Драмм.

### Пираты Румбаго
Команда пиратов-музыкантов в число которых когда-то входил Брук. Во время путешествия по Гранд-Лайн подружились с китёнком Лабуном. Позже вся команда умирает от отравленных стрел другой пиратской команды. Перед смертью они записывают песню для Лабуна на звуковую ракушу. Эту ракушу должен в дальнейшем передать Лабуну Брук, оживший благодаря своему дьявольскому плоду. Для того чтобы встретиться с китом, Брук присоединяется к команде Соломенной шляпы.

### Фокси
«Серебряный лис» Фокси мошенник и обманщик, обладающий силой плода Тормоз-Тормоз замедлять других. Его команда специализируется на игре «Дейви Бэк-Файт», где на кон ставятся члены команды. Однажды сыграл в эту игру с Луффи, в которой последний чуть было не проиграл всю свою команду, но в честном поединке Луффи одолел Фокси и, по условию боя, забрал у него всю команду, которую сразу же вернул ему назад по причине их слабости. Фокси честолюбив и труслив, опирается на силу своего фрукта и многочисленных приспешников.
Сабо
является начальником штаба Революционной армии и признается №2 во всей организации, уступая лишь Манки Д. Дракону. Он названный брат Луффи и Эйсa, а также сводный брат Стерри, нынешнего правителя Гоа, и сын Аутлука III.
Он родился в дворянской семье в Королевстве Гоа, но решил сбежать и жить в Сером Терминале, а в конечном итоге выйти в море. Там он познакомился с Эйсом, а ещё через 5 лет Луффи, которые впоследствии стали называть друг друга "братьями". Вместе с Эйсом и Луффи Сабо мечтал стать пиратом, установить парус и обрести свободу, и планировал отправиться в плавание со своими братьями в 17 лет.
Несмотря на это, из-за определенных обстоятельств Сабо решил отправиться в плавание до Эйса и Луффи, но его лодка была уничтожена вскоре после отплытия одним из Небесных Драконов из-за того, что находилась на пути следования его корабля.
Все думали, что Сабо умер после этих событий, но незадолго до инцидента он встретился с Драгоном на корабле революционеров. Впоследствии было показано, что Сабо выжил и присоединился к революционерам. Он потерял большую часть воспоминаний, но амнезия прошла после того, как он узнал о смерти Эйса. В настоящее время награда Сабо составляет 602 000 000.

### Импел-Даун
Импел-Даун — подводная тюрьма для особо опасных пиратов. Начальником тюрьмы является Магеллан, обладающий силой плода Яд-Яд создавать яды, кислоты, ядовитые газы. Внимательно следит как за подчиненными, так и за заключенными. Его заместитель — Ханнябал, мечтавший его сменить. Спустя два года Ханнябал наконец-то получает желанное место начальника тюрьмы, в то время как Магеллана понизили до его заместителя.
Тюрьма делится на шесть уровней. По мере роста уровня растет и степень строгости содержания заключенных. Награда пирата в дальнейшем и определяет на какой уровень он будет отправлен, чем выше сумма награды тем выше и уровень. Самые опасные преступники, имена которых стерты из всех досье для признания их несуществующими, содержатся на шестом уровне Импел-Дауна.

### Джерма 66
Джерма 66 - морское королевство, территория которого состоит из нескольких дюжин кораблей-крепостей, способных соединяться вместе. Это единственное государство в мире, которое дрейфует в открытом море. Некогда оно было лидирующим государством в Норд-блю, сокрушившим своих врагов, но позднее было изгнано оттуда.
Джерма - королевство воинов, все жители которого проводят каждый свой день в усердных тренировках, благодаря чему они славятся как могучая армия. Также в Джерме существуют высокие технологии, которые усиляют воинов и корабли-крепости.
Правит Джермой род Винсмоков, её король - Винсмок Джадж. Его мечта - вновь покорить Норд-блю и сделаться её властителем. Для этой цели он пытался выдать своего сына, Санджи, замуж за Шарлотту Пудинг, дочь Большой мамочки, чтобы таким образом обрести большую военную мощь и исполнить свою мечту. У Джаджа есть пятеро детей, которых он пытался сделать хладнокровными убийцами, чтобы они помогли ему завоевать Норт-Блу. Его жена - Сора - не хотела этого и потому приняла смертельный препарат, способный предотвратить это, однако лишь Санджи стал нормальным человеком. Его дети:
- Рейджу - старшая дочь. При помощи высоких технологий Джермы, известных как боевые костюмы, разработанных специально для семьи Винсмок, может летать и наносить ядовитые атаки, её прозвище - Розовый яд. Носит цифру 0 на одежде.
- Итиджи - второй в семье, первый сын. С помощью боевого костюма превращается в Красную искру, получая способность летать и атаковать мощными искрящими атаками. Носит цифру 1.
- Ниджи - второй сын. С помощью боевого костюма превращается в Синюю молнию, получая способность летать, двигаться на огромной скорости и атаковать молниями. Носит цифру 2.
- Санджи - третий сын. Так как он был единственным, кто не стал бесчувственным сверхчеловеком, он с раннего детства стал подвергаться издевательствам со стороны братьев. За склонность к готовке и слабость его возненавидел Джадж, который впоследствии отказался называть себя отцом Санджи и позволил ему уйти из Джермы. Позднее он стал поваром на плавучем ресторане Барати а после победы Луффи над Кригом присоединился к его команде. В отличие от братьев и сестры не любит использовать боевой костюм, но при острой надобности может его надеть, превращаясь в Чёрную невидимку, и с его помощью двигаться с нечеловеческой скоростью и становиться невидимым.
- Ёнджи - четвертый сын. При использовании боевого костюма превращается в Зелёного брандшпиля, получая невероятную физическую силу, которой можно даже блокировать удары Императора. Носит цифру 4.

## Критика
По данным журнала Shōnen Jump, Нами занимает 10 место в списке любимых персонажей. Джеррет Пайн, представитель Mania Entertainment отметил трогающую и эмоциональную предысторию персонажа, и что это его любимый персонаж, также отметив, что манга очень хорошо рассказывает о её прошлом. При обзоре 11 DVD от Viz Media представитель Activeanime отметил, что Нами стала его любимым персонажем и его также тронула предыстория персонажа. В ходе опроса, проведённого студией в Японии в 2002 году, Нами заняла 28 место в списке любимейший женских персонажей). В 2008 году Нами была номинирована на приз в категории «Лучший женский персонаж».
Согласно опросу журнала Shōnen Jump, Зоро занял второе место в списке самых популярных персонажей. Кроме того, согласно опросам Oricon, Зоро занял 4 место среди персонажей, которых бы больше всего хотели видеть в спин-оффе. Представитель нью медиа Internet Brands похвалил персонажа за его «забавный стиль» боя и назвал лучшим примером для юмористического шоу. Холли Эллингвуд из Activeanime отметила, что сцена сражения между Луффи и Зоро является лучшим моментом 10 выпуска DVD компанией Viz Media. Кристофер Сабат, американский актёр, озвучивавший персонажа Зоро был номинирован на приз за лучшею актёрскую озвучку в 2008 году. Представитель сайта Карл Кимлингер отметил, что Зоро получился выдающимся персонажем и английская озвучка Сабата идеально подходит к нему Кимлингер отметил также, что флешбеки в аниме с участием Санджи и Зоро тронули его до слёз..